# Ocidental (Estônia)
Região Ocidental (estoniano: Lääne maakond ou Läänemaa)  é uma das 15 regiões ou maakond da Estónia.

## Municípios
A região está subdividida em 12 municípios: 1 município urbano (estoniano: linn - cidade) e 11 municípios rurais (estoniano: vallad - comunas).

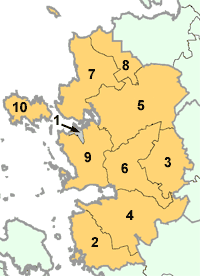
Municípios de Ocidental

Município urbano:
- 1 Haapsalu

Municípios rurais:
- 2 Hanila
- 3 Kullamaa
- 4 Lihula
- 5 Lääne-Nigula
- 6 Martna
- 7 Noarootsi
- 8 Nõva
- 9 Ridala
- 120 Vormsi